# Hugo Gaspar
Hugo Fernando Lucas Gaspar (Marinha Grande, 2 settembre 1982) è un pallavolista portoghese.
Gioca nel ruolo di schiacciatore e opposto nello Sport Lisboa e Benfica.

## Carriera
La carriera di Hugo Fernando Lucas Gaspar inizia nel campionato portoghese di seconda divisione, con la squadra della sua città, la Sport Operário Marinhense Voleibol; dalla stagione 1999-00 alla stagione 2003-04 veste la maglia dell'Esmoriz Ginásio Clube, perdendo quattro finali di campionato consecutive contro il Castêlo da Maia Ginásio Clube. In questo periodo entra a far parte della nazionale portoghese.
Nella stagione 2004-05 viene ingaggiato dalla Sisley Volley di Treviso, dove conquista in un anno lo scudetto, la Coppa Italia e la Supercoppa italiana. Nell'annata successiva torna in Portogallo, nelle file del Vitória Sport Clube: rimane nel club di Guimarães per quattro stagioni, centrando altrettante finali del campionato e laureandosi campione di Portogallo nel 2007-08, conquistando inoltre la Coppa di Portogallo 2008-09. Con la sua nazionale conquista una medaglia d'argento e una di bronzo in due edizioni dell'European League, quella del 2007 e quella del 2009.
Nella stagione 2009-10 passa al Castêlo da Maia Ginásio Clube, dove rimane per tre anni, vincendo la sua seconda Coppa di Portogallo. Conquista inoltre la medaglia d'oro nell'European League 2010 con il Portogallo. Viene poi ingaggiato nella stagione 2013-14 dallo Sport Lisboa e Benfica, dove diventa capitano della squadra e vince due campionati, una Coppa di Portogallo e due Supercoppe portoghesi.

## Palmarès

### Club
- Campionato italiano: 1

2004-05
- Campionato portoghese: 1

2007-08, 2012-13, 2013-14
- Coppa Italia: 1

2004-05
- Coppa di Portogallo: 2

2008-09, 2009-10, 2011-12
- Supercoppa italiana: 1

2005
- Supercoppa portoghese: 1

2012, 2013

### Nazionale (competizioni minori)
- European League 2007
- European League 2009
- European League 2010

### Premi individuali
2007 - European League 2007: Miglior attaccante